# 甘河组
甘河组是位于中国内蒙古鄂伦春旗一带及黑龙江的上侏罗世至下白垩世地层，1929年由谭锡畴、王恒升命名。该地层以灰黑、灰紫色玄武岩，气孔状、杏仁状玄武岩为主，间夹凝灰岩、砂质泥岩等。